# Douro Litoral

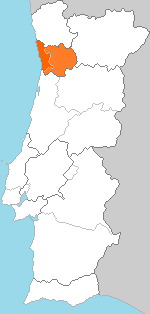
Die historische Província do Douro Litoral

Douro Litoral (dt. etwa: Douro-Küstengebiet) war von 1936 bis 1976 eine der elf Provinzen Portugals. Sie existieren heute nur noch in der Umgangssprache, oder in historisch begründeten Begriffen.
Porto war die Hauptstadt der Provinz, die den heutigen Distrikt Porto, vier Kreise (Concelhos) des Distriktes Aveiro (Arouca, Castelo de Paiva, Espinho und Santa Maria da Feira), und zwei Kreise des Distriktes Viseu (Cinfães und Resende) umfasste. Westlich an den Atlantik grenzend, waren die weiteren Nachbarprovinzen Minho im Norden, Trás-os-Montes e Alto Douro im Nordosten, Beira Alta im Südosten, und Beira Litoral im Süden.
Die Provinz war von vielfältiger wirtschaftlicher Aktivität, und vom namensgebenden Douro-Fluss und seinen Weinanbaugebieten geprägt. Sie war außerdem von Zersiedlung gekennzeichnet, die bis heute stark zugenommen hat, insbesondere im Großraum der Metropole Porto.